# Vicent Ventura
Pour les articles homonymes, voir Ventura.
Vicent Ventura i Beltran, né à Castellón de la Plana le 26 avril 1924 et mort à Valence le 25 décembre 1998, est un journaliste et homme politique valencien.

## Biographie
Il naît dans une famille socialement modeste,. Son père est un militant carliste qui exerce la profession de tailleur,.
En 1948 il s'installe à Valence et collabore avec le service de propagange du Frente de Juventudes, organisation phalangiste, et collabore dans Levante et Jornada, presse valencienne du Movimiento Nacional,. Il est ensuite exclu de la Phalange mais poursuit sa collaboration dans l'organe du Sindicato Español Universitario (SEU), syndicat étudiant unique du franquisme.
C'est à ce moment qu'il fait la connaissance de Joan Fuster, et se rapproche de ses idées. Il commence à participer à des initiatives politiques clandestines proches du socialisme.
En 1960, son roman Los don nadie reçoit le prix valencien de littérature décerné par la Députation provinciale de Valence.
Il participe au quatrième Congrès du Mouvement européen célébré à Munich en 1962,. À son retour, les autorités franquistes lui interdisent l'entrée dans le territoire espagnol et il s'établit temporairement à Paris,. En 1964, il rentre toutefois en Espagne mais est interdit de séjour à Valence et doit rester confiner à Dénia pendant près de six mois,.
En 1964, il est l'un des fondateurs du Partit Socialista Valencià (PSV),.
Il fonde plus tard l'agence de publicité Publipress. À partir des années 1960, il collabore avec le journal barcelonais La Vanguardia et  les madrilènes Madrid et Informaciones, et dans de nouvelles revues valencanistes et / ou catalanistes comme Valencia-fruits, Gorg, Avui et Serra d'Or.
En 1966, il crée Al Día, journal d'information économique, avec Martí Domínguez Barberà (une figure du valencianisme historique et ancien directeur de Las Provincias) et Joan Josep Pérez Benlloch (jeune journaliste qu'il a formé et deviendra à son tour une référence du journalisme régional), expérience qui ne dure que quatre mois.
Il est l'une des premières voix de la gauche nationaliste à défendre l'intégration de l'Espagne dans la nouvelle Communauté économique européenne. Après la dissolution du PSV, il participe à la construction du Parti socialiste du Pays valencien (PSPV), destiné à lui succéder.
En 1970, il participe à la création à Valence du cabinet d'études économiques Sigma, avec la collaboration de Joaquim Maldonado.
Vers le milieu de la décennie, il est considéré comme leader du PSPV et l'une des figures les plus influentes de la démocratie chrétienne valencienne. C'est sous son impulsion que des participants à la Taula Democràtica del País Valencià (es) (« Table démocratique du Pays valencien »), organisme unitaire formé en 1973 regroupant des partis clandestins issus de différentes tendances politiques de l'opposition au franquisme dans la région,, entreprennent de travailler à la fondation d'un Consell Democràtic del País Valencià (es) (« Conseil démocratique du Pays valencien », en sigle CDPV), c'est-à-dire une plateforme strictement valencienne — indépendante, dans la mesure du possible, des initiatives pilotées par le PCE, hégémonique dans l'opposition au franquisme au niveau national — qui se chargerait de rédiger un statut d'autonomie et mettrait en avant la volonté des organisations qu'ils représentent d'accorder une importance fondamentale à la question de l'autonomie valencienne,,,,. La revendication fondamentale de la Taula est la reconnaissance du Pays valencien comme une « nationalité historique » lors du processus de changement démocratique de régime pressenti comme inéluctable et imminent dans les rangs de l'opposition à la dictature,,.
Durant l'été 1975, il joue un rôle important lors de l'épisode des « 10 d'Alaquàs », militants antifranquistes valenciens arrêtés par le régimes pour leur activité jugée subversive, en mobilisant les soutiens pour la cause des détenus et permettant leur libération contre le versement d'une caution de 10 000 pesetas pour chacun d'eux (ce qui représente à l'époque une somme considérable, qu'il n'a pu rassembler qu'au prix d'un grand sacrifice personnel),,,,. À leur sortie des « 10 d'Alaquàs » du palais de Justice, ils sont acclamés par deux à trois-cents personnes venues leur apporter soutien,, et Ventura est également ovationné.
Dans Política per a un país (« Politique pour un pays », 1977), partant de l'idée de «fer país» (« faire le pays »), processus à mener depuis la société civile, Ventura promeut la récupération des signes d'identité et l'autoestime valenciens dans le cadre d'une construction européenne.
Son rôle au sein du parti diminue lorsque celui-ci s'allie en 1978 au Parti socialiste ouvrier espagnol (PSOE) pour donner le PSPV-PSOE, dans lequel s'impose les tendances réformistes. Dès lors il s'éloigne de la politique active pour se consacrer à sa carrière de journaliste. En 1987 toutefois, il participe à la liste Izquierda de los Pueblos (Gauche des peuples), menée par le groupe nationaliste basque Euskadiko Ezkerra, pour les élections au Parlement européen, qui n'obtient toutefois aucun siège.

## Prix
- 1990, Miquelet d'Honor pour la Societat Coral el Micalet de Valence.
- 1996, Porrot d'Honor des Lettres valenciennes (LLetres Valencianes) de Silla.
- 1997, Creu de Sant Jordi.